# GR21
 (avril 2025).
Le GR 21 un sentier de randonnée en Normandie, longeant la côte d'Albâtre sur environ 180 à 195 kilomètres, du Havre au Tréport,,,. Le terme GR 21 est également un type de voie référencé parmi la soixantaine que compte la typologie en usage dans l'inventaire maintenue par la collectivité territoriale le Havre Seine Métropole, où elle en répertorie deux emplois, l'un pour Fongueusemare et l'autre pour Les Loges.